# Сафьянц, Иван Иосифович
Иван Иосифович (Осипович) Сафьянц — советский хозяйственный и политический деятель.

## Биография
Родился в 1905 году в Карсе. Член КПСС.
В 1940 г. — директор завода № 346.
Участник Великой Отечественной войны: заместитель секретаря парткома, заместитель главного металлурга Кировского завода.
В 1950—1957 гг. — директор Ленинградского сталепрокатного и проволочно-канатного завода имени В. М. Молотова.
За разработку и освоение технологии производства часовых пружин как руководитель работы был удостоен в составе коллектива Сталинской премии за выдающиеся изобретения и коренные усовершенствования методов производственной работы 1951 года.
В 1958—1960 гг. — заместитель председателя Ленинградского совнархоза.
Умер в Ленинграде после 1973 года.

## Награды
- Орден Ленина (21.06.1957)
- Орден Трудового Красного Знамени (05.06.1942)
- Орден Красной Звезды (05.08.1944)
- Орден Знак Почёта (17.04.1940)